# Anthene minima
The Little Hairtail (Anthene minima) là một loài bướm thuộc họ Lycaenidae. Loài này có ở Nam Phi và Botswana. Ở Nam Phi, nó có ở phía đông bắc KwaZulu-Natal, Mpumalanga và tỉnh Limpopo.
Sải cánh từ 18–22 mm đối với con đực và 19–23 mm đối với con cái. Cá thể trưởng thành mọc cánh từ tháng 9 tới tháng 4.
Ấu trùng có thể ăn Acacia.